# Hendrik Seret
Hendrik Seret (Leerdam, 30 augustus 1845 - Amsterdam, 23 december 1912) was een Nederlands politicus.
Hendrik Seret volgde van 1861 tot 1865 de officiersopleiding aan de KMA en diende vervolgens in verschillende officiersfuncties. In 1900, toen hij al twintig jaar buiten dienst was, kreeg hij de rang van Luitenant-Kolonel. Van 1880 tot 1905 was hij lid van de Tweede Kamer voor het kiesdistrict Gorinchem als vertegenwoordiger van de Anti-Revolutionaire Partij. Van 1891-1898 was hij tevens lid der Provinciale Staten van Zuid-Holland en van 1895-1898 lid van de Haagse Gemeenteraad. Voorts was Seret van 1898 tot 1912 mededirecteur van de Amsterdamsche Maatschappij van Levensverzekering.
Seret hield zich in de tweede kamer vooral met militaire aangelegenheden bezig. In juni 1901 weigerde hij een benoeming tot minister van landsverdediging wegens zijn zwakke gezondheid.
Seret behoorde oorspronkelijk tot de Nederlandse Hervormde Kerk, maar ging in 1886 met de Doleantie mee, die in 1892 resulteerde in de oprichting van de Gereformeerde Kerken in Nederland.
- Biografisch Portaal: 20242777
- Parlement.com: vg09ll8bkjvh